# Adda Kesselkaul
Adda Kesselkaul (* 20. September 1895 in Frankfurt am Main; † 1. Juli 1969 in München) war eine deutsche Künstlerin, die als Tiermalerin bekannt wurde.

## Leben
Adda Kesselkaul ist die Tochter des Landrats von Düren Otto Kesselkaul und der Elisabeth Kesselkaul, geborene Tillman. Sie wuchs in Düren auf. Ihre Künstlerische Ausbildung erfuhr sie an der Düsseldorfer Akademie bei Professor Julius Junghanns im Fach Tiermalerei und 1923 bei Angelo Jank in München. Adda Kesselkaul wurde seine Meisterschülerin. Es folgten Studienreisen nach Indien, China, Japan und Afrika. Weitere Studien erfolgten in Berlin, bei dem Impressionisten Eugen Spiro, und in Paris bei André Lhote. Die Künstlerin widmete sich auch der Landschaftsmalerei. Das Interesse und die Motive der Malerin richteten sich vor allem an die Tierwelt. Ihre Tierdarstellungen, vor allem Pferde, erfolgten meistens in Aquarellen, doch sie beherrschte auch die Ölmalerei. Außerdem schuf sie Kohlezeichnungen. 1937 wurden in der Nazi-Aktion „Entartete Kunst“ ihr Aquarell „Zebra, Lama und Kamel“ aus dem Lindenau-Museum Altenburg/Thüringen beschlagnahmt und zerstört. Die konkreten Gründe dafür sind nicht bekannt. Viele Arbeiten der frühen Jahre gingen im Zweiten Weltkrieg verloren. Im fortgeschrittenen Alter unternahm sie noch Studienreisen nach Ägypten, dem Libanon und Italien, in Begleitung des Malers Kurt Hubertus Paesler-Luschkowko. Sie war auch mit Wolfgang Gurlitt befreundet. Nachdem sie zunächst in Bonn gelebt hatte, zog sie 1954 nach München, wo sie 1969 verstarb.

## Ausstellungen (Auswahl)
- 1924: Sezession, München
- 1925, 1927: Glaspalast, München
- 1954: Galerie Gurlitt, Berlin
- 1958: Wallraf-Richartz-Museum, Köln
- 1960: Stadtbücherei Wedding, Berlin